# Ponte del Giubileo (Jaroslavl')
Il ponte del Giubileo (in russo Юбилейный мост?, Jubilejnyj most) è un ponte automobilistico e pedonale che attraversa il fiume Volga a Jaroslavl', nel Circondario federale centrale, costruito in occasione del 1000º anniversario dalla fondazione della città.

## Storia

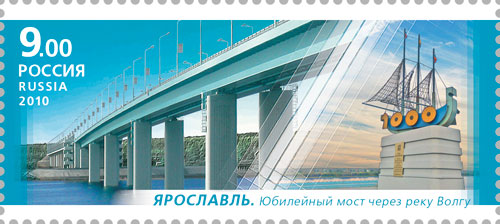
Il francobollo raffigurante il ponte

In occasione del millesimo anniversario dalla fondazione, previsto per il 2010, la città di Jaroslavl' ha investito una ingente somma di denaro per il miglioramento delle proprie infrastrutture stradali e ferroviarie. Tra le opere realizzate vi fu anche la costruzione di un nuovo ponte stradale attraverso il fiume Volga, che collegasse i quartieri di Dzerzhinsky sulla sponda occidentale e Zavolzhsky sulla sponda orientale.
La costruzione del ponte è iniziata a giugno 2001 e la struttura è stata aperta al traffico il 13 ottobre 2006 alla presenza del presidente Vladimir Putin, anche se i lavori alla rampa di accesso in sponda destra sono proseguiti fino al 2010. Le strutture in acciaio sono state fornite dalla società con sede a Jaroslavl' Plant 50 e da Kurganstalmost, impresa specializzata nella produzione di acciaio per ponti che aveva già fornito il materiale, tra le altre strutture, per il ponte dell'isola Russkij a Vladivostok e per il ponte Bolshoy Obukhovsky a San Pietroburgo
Il 30 marzo 2006, pochi mesi prima della fine dei lavori, l'amministrazione dell'Oblast' di Jaroslavl' ha annunciato un concorso per la scelta del nome del nuovo ponte, con un premio di 50.000 rubli al vincitore. La scelta finale è caduta su ponte del Giubileo (in russo Юбилейный мост?).
Il 15 settembre 2010 Počta Rossii, l'azienda di servizi postali della Federazione russa, ha emesso un francobollo raffigurante il ponte all'interno della serie raffigurante diversi ponti del paese.

## Descrizione
La struttura del ponte è costituita da una travata in acciaio che poggia su una serie di piloni disposti a coppie. La sezione di ponte attraverso il fiume è composta da sei campate di lunghezza, percorrendolo da nord est verso sud ovest, pari a 84, 105, 126, 147, 147 e 105 metri, raggiungendo una lunghezza, escluse le rampe di accesso, di 714 metri.
Il piano stradale ospita quattro corsie destinate al traffico veicolare, due per senso di marcia, e due marciapiedi pedonali sul lato esterno delle carreggiate.